# Renick
Renick és una població dels Estats Units a l'estat de Missouri. Segons el cens del 2000 tenia 221 habitants.

## Demografia
Segons el cens del 2000, Renick tenia 221 habitants, 82 habitatges, i 59 famílies. La densitat de població era de 426,6 habitants per km².
Dels 82 habitatges en un 37,8% hi vivien nens de menys de 18 anys, en un 53,7% hi vivien parelles casades, en un 12,2% dones solteres, i en un 28% no eren unitats familiars. En el 23,2% dels habitatges hi vivien persones soles el 7,3% de les quals corresponia a persones de 65 anys o més que vivien soles. El nombre mitjà de persones vivint en cada habitatge era de 2,7 i el nombre mitjà de persones que vivien en cada família era de 3,22.
Per edats la població es repartia de la següent manera: un 30,8% tenia menys de 18 anys, un 5,9% entre 18 i 24, un 26,7% entre 25 i 44, un 26,7% de 45 a 60 i un 10% 65 anys o més.
L'edat mediana era de 36 anys. Per cada 100 dones de 18 o més anys hi havia 98,7 homes.
La renda mediana per habitatge era de 30.313 $ i la renda mediana per família de 37.500 $. Els homes tenien una renda mediana de 25.625 $ mentre que les dones 20.714 $. La renda per capita de la població era de 12.549 $. Entorn del 10% de les famílies i el 10,8% de la població estaven per davall del llindar de pobresa.

## Poblacions més properes
El següent diagrama mostra les poblacions més properes.